# Escudo de Laviana

El concejo de Laviana, no tiene legalizado su emblema municipal aunque lo utiliza normalmente en todos sus documentos.
Este escudo fue inventado por heraldistas, utilizando los escudos de armas de la familia de León, que tienen una gran semejanza con los de León, el Imperio Alemán, Francia y Castilla, que decidieron ser copiados pues podían aludir a las cuatro casas de León, Castilla, Austria, y Borbón que sucesivamente rigieron el reino de España. Poniendo en medio el escudo de Asturias y las armas de los linajes asturianos de los Quirós y Álvarez de las Asturias. El escudo es cortado, pero el primer cuartel está cuarteado.
- Primer cuartel cortado y primero cuarteado, en planta león rampante coronado en oro.

- Primer cuartel cortado y segundo cuarteado, en oro un águila en sable.

- Primer cuartel cortado y tercero cuarteado, tres flores de lis en oro.

- Primer cuartel cortado y cuarto cuarteado, castillo de oro almenado.

Estos cuatro cuarteles son las armas de la familia León. En el centro del cuarteado la Cruz de la Victoria de oro.
En el segundo cortado:
- Segundo cortado primer partido, dos llaves con sus lunetes en gules y tres flores de lis una en jefe y dos en punta. Estas son las armas del linaje asturiano de Quirós.

- Segundo cortado y segundo partido, jaqueado de quince piezas de oro. Estas son las armas del linaje de Álvarez de las Asturias.

- Datos: Q5838106